# Teste de Begg
Teste de Begg é um teste estatístico para identificação de viés de publicação usado para representar o teste gráfico do gráfico de funil. A variação da estimativa dos resultados dos estudos selecionados para uma meta-análise é dividida pelo seu erro padrão a fim de estimar um resultado com variação similar. É então testada uma correlação entre o resultado ajustado e o peso da meta-análise.